# Innocon MicroFalcon
Le MicroFalcon est un petit drone miniature produit par Innocon en Israël,.
Le MicroFalcon opère généralement à des altitudes de 500 à 2000 pieds et à des vitesses de 20 à 40 nœuds. Il utilise un boîtier de capteurs léger et compact, similaire à celui utilisé par l’Elbit Skylark,.
Le MicroFalcon pèse de 6 à 10 kg et a une endurance de 2 à 3 heures. L’armée péruvienne a acheté le MicroFalcon. En 2017, une agence indienne de maintien de l'ordre a passé une commande pour le drone produit en Israël.